# Abe Bluestein
 (novembre 2024).
Abraham Bluestein ou Abe Bluestein (1909-1997) est un activiste, écrivain, éditeur, traducteur anarchiste américain.

## Biographie

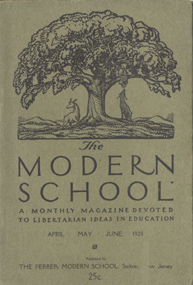
The Modern school magazine, été 1920.

Comme beaucoup d'anarchistes nés au début du XXe siècle, il est issu dans une famille d'immigrés radicalisés. Ses parents russes, Mendel et Esther Bluestein, sont actifs dans le groupe anarchiste du Syndicat international des travailleurs du vêtement de dames.
Formé à la Modern school de Stelton dans le New Jersey, il est actif dans les milieux libertaires de New York des années 1930-1980.
Pendant la Révolution sociale espagnole de 1936, il est correspondant de presse et contribue à fonder le Service de presse libertaire de la Confédération nationale du travail - Fédération anarchiste ibérique.
Il traduit de nombreux articles et livres de l'espagnol vers l'anglais.
Il est codirecteur, avec Sam Dolgoff, du journal Vanguard (en) et a écrit pour Challenge, Jewish Daily Forward, Freie Arbeiter Stimme, American Labor Union, Libertarian News from Spain et Anarchist News.

### Publications
- Centre International de Recherches sur l'Anarchisme (Lausanne) : bibliographie.
- (en) The Modern School Movement : Historical and Personal Notes on the Ferrer Schools in Spain, [lire en ligne].
- (en) Fighters for anarchism : Mollie Steimer and Senya Fleshin : a memorial volume, Libertarian Publications, 1983, (OCLC 11972287).